# Aaron McMillan
Aaron McMillan (Sydney, 11 februari 1977 - Darlinghurst, Australië, 14 mei 2007) was een Australisch pianist.
McMillan was tijdens zijn middelbareschoolperiode erg bedreven in sport en muziek. Aanvankelijk ging zijn grote belangstelling uit naar de sport. Hij blonk uit in basketbal. 
Al op 15-jarige leeftijd wist hij met zijn lokale basketbalteam een landelijke competitie te winnen. De sportieve loopbaan van McMillan begon intussen dusdanig goed te lopen, dat hij begon te
trainen voor de Olympische Spelen in Sydney in 2000. Een voortslepende blessure zorgde er echter voor dat McMillan gedwongen werd zijn basketbalcarrière op te geven. 
Zijn sportcarrière was ten einde, maar gedurende zijn jeugd speelde McMillan vrij vaardig op de piano. Hij besloot zijn vaardigheden als pianist verder te ontwikkelen. Binnen zeer korte tijd ontpopte hij zich tot een waar wonderkind op de piano. Op zijn 16e was hij al de jongste Australische pianist ooit die cum laude het 'Licentiate Diploma of Music' had verdiend. McMillan was zo goed dat hij het diploma versneld wist te behalen. In 1996 won hij dan ook met vlag en wimpel een internationale pianowedstrijd. 
Naast zijn muzikale talenten vond McMillan het ook belangrijk dat andere mensen de piano leerden kennen. Hij richtte een bedrijf op met de naam 'Wayfarer' dat muzikanten op weg moest helpen hun talenten te ontwikkelen. Tevens organiseerde hij een concert in de Sydney Town Hall waar 20 relatief onbekende pianisten hun zelfgeschreven stukken konden laten horen aan een groot publiek. 
McMillans loopbaan verliep voorspoedig, totdat hij in 2001 een fotosessie deed voor een Australisch tijdschrift. McMillan ontdekte op de gemaakte foto's dat hij een vreemde bult vlak bij zijn
ooglid had. Hij vond dat de bult de foto's ontsierde en besloot een arts te raadplegen. Zodra de bult weg zou zijn, zou McMillan nieuwe foto's laten maken. McMillan dacht in eerste instantie dat
het om een vetbultje ging, maar na onderzoek bleek dat hij een behoorlijke hersentumor bij zijn oog had zitten. Een snelle en levensbedreigende operatie was noodzakelijk. 
De tumor werd succesvol verwijderd en de gehele operatie werd ook vastgelegd door tv-zender ABC, omdat McMillan het belangrijk vond dat mensen in een soortgelijke situatie wisten wat hun dan te wachten stond. 
McMillan herstelde langzaamaan, maar de tumor kwam in 2003 weer terug. Behandeling was volgens artsen niet meer mogelijk en McMillan ondervond tegen 2005 zoveel last van de tumor dat hij niet goed meer kon pianospelen. Vlak voor deze periode gaf hij met veel pijn en moeite twee grote concerten in het vermaarde Sydney Opera House. 
Nu spelen onmogelijk was geworden en McMillan aan bed was gekluisterd werd zijn kamer in het ziekenhuis omgebouwd tot studioruimte. Hier voltooide hij weer met veel lichamelijke pijn een 
boxset van 9 cd's met daarop een compilatie van zijn werk. 
Op 14 mei 2007 overleed McMillan op 30-jarige leeftijd aan een hersentumor. Slechts drie dagen tevoren kreeg hij nog de Australische Mo Award uitgereikt voor zijn levenswerk en zijn verdiensten voor
de Australische entertainmentindustrie. 